# クラ川

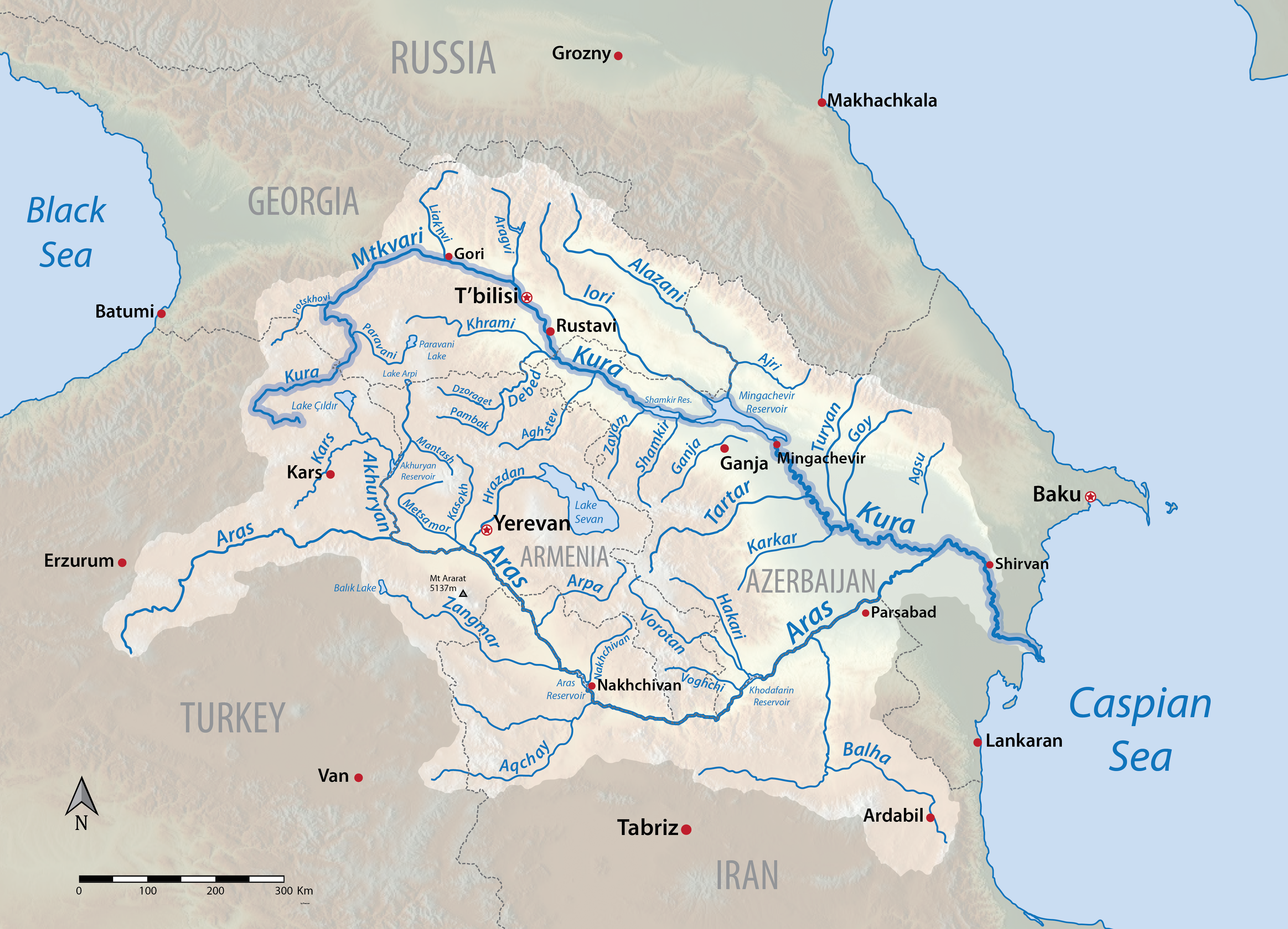
クラ川流域図

クラ川（クラがわ、トルコ語: Kura、アゼルバイジャン語: Kür）あるいはムツクヴァリ川（ムツクヴァリがわ、グルジア語: მტკვარი、グルジア語ラテン翻字: Mtkvari）、は、カフカス山脈から流れる川である。トルコ東部に水源を持ち、ジョージアを経由してアゼルバイジャンに入る。アゼルバイジャンで支流であるアラス川と合流し、カスピ海に注ぐ。
名前は、大キュロスのペルシャ語表記であるKuroshに由来している。西洋の古い記録によれば、「キュロス」の名で知られていた。ジョージアではクラ川は「ゆっくりな」を意味する Mtkvariという名前で呼ばれている。クラという名前はロシア人が最初に採用し、その後ヨーロッパの地図製作者たちも使用するようになった。
流れが遅く浅いためトビリシまで航行可能である。水力発電所もある。トビリシやルスタヴィなどの工業都市による排水で川の汚染が問題となっている。
クラ川はアラス川を支流としている。流域面積はクラ川の86,000km2よりもアラス川の102,000km2の方が広いが、クラ川の方が標高が高いため合流後の名前はクラ川になっている。

## 支流

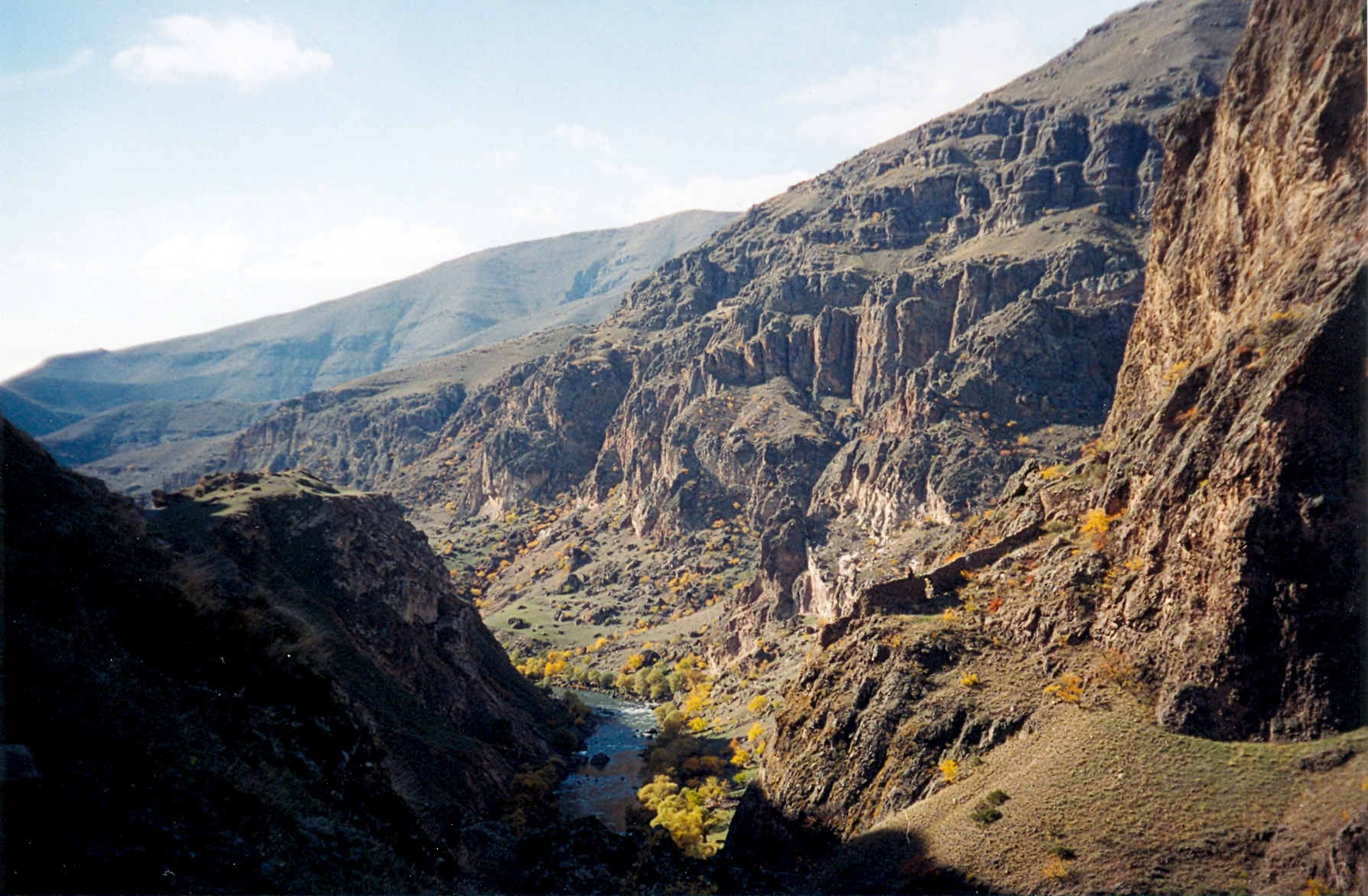
ジョージア上流域

下流より記載
- アラス川
- アラザニ川
- イオリ川